# Petrocosmea longipedicellata
Petrocosmea longipedicellata är en tvåhjärtbladig växtart som beskrevs av Wen Tsai Wang. Petrocosmea longipedicellata ingår i släktet Petrocosmea och familjen Gesneriaceae. Inga underarter finns listade i Catalogue of Life.